# Broken (película de 2013)
Broken es una película dramática nigeriana de 2013 escrita, producida y dirigida por Bright Wonder Obasi. Está protagonizada por Nse Ikpe Etim, Bimbo Manuel y Kalu Ikeagwu. Recibió seis nominaciones de los Nollywood Movies Awards 2013, en las categorías Mejor actor principal, Mejor actor de reparto, Mejor actriz de reparto, Mejor fotografía, Mejor maquillaje y Mejor estrella en ascenso.

## Sinopsis
Mariam (Nse Ikpe Etim) y Morris Idoko (Bimbo Manuel) son un matrimonio con dos hijas, Cassia y Pamela (Shalom Sharon Bada y Maksat Anpe). 
Mariam se ve obligada a enfrentarse a su pasado con la llegada inesperada de sus dos hijos mayores, a los que abandonó.

## Elenco
- Nse Ikpe Etim como Mariam Idoko
- Kalu Ikeagwu como Gabriel Ortega
- Bimbo Manuel como Morris Idoko
- Sydney Diala como obispo
- Iyke Adiele como Samuel Ortega
- Chucks Chyke como Eric Ortega